# Andy Hui
 (novembre 2018).
Si vous disposez d'ouvrages ou d'articles de référence ou si vous connaissez des sites web de qualité traitant du thème abordé ici, merci de compléter l'article en donnant les références utiles à sa vérifiabilité et en les liant à la section « Notes et références ».
Andy Hui Chi-on, né en 1967, est un chanteur de cantopop et acteur hongkongais.
Il est considéré comme l'un des chanteurs les plus titrés de Hong Kong, avec une longue liste de tubes cantonais et mandarin à son actif[réf. nécessaire].

## Scandale avec Jacqueline Wong
Le 16 avril 2019, Hui a reçu une forte couverture médiatique pour son intimité physique avec l'ancienne candidate à HK Pageant, Jacqueline Wong.

## Filmographie
- 2003 : Give Them a Chance
- 2010 : 72 Tenants of Prosperity